# Extreme
Extreme je americká hudební skupina založená v roce 1985.
Kapela se vyznačuje hutnými riffy kytaristy Nuno Bettencourta, avšak nejznámějším hitem je akustická balada More Than Words.

## Diskografie
- Extreme (1989)
- Extreme II: Pornograffitti (1990)
- III Sides to Every Story (1992)
- Waiting for the Punchline (1995)
- Saudades de Rock (2008)
- Six (2023) [4]